# Фридрих Келнер
Аугуст Фридрих Келнер (на немски: August Friedrich Kellner) е съдебен служител в Майнц и Лаубах, Германия. Деен член на Германската социалдемократическа партия, Келнер е активен участник в политическата съпротива срещу възкачването на Адолф Хитлер и нацистите. През Втората световна война Келнер пише с риск за живота си таен дневник озаглавен „Mein Widerstand“ („Моята съпротива“), в който записва престъпленията на нацистите. Келнер обяснява целта на дневника по следния начин:
„Не можех да се боря с нацистите в настоящето, защото имаха властта да заглушат гласа ми, затова реших да се боря с тях в бъдещето. Щях да дам на идните поколения оръжие срещу всяко въздигане на подобно зло. Моето свидетелство ще разкаже за варварските дела, а и ще покаже начин те да бъдат спрени.“

## Преди войната
Фридрих Келнер е роден на 1 февруари 1885 в градчето Файхинген на Енц в Баден-Вюртемберг, Южна Германия. Той е единствено дете в лутеранското семейство на пекаря от Тюрингия Георг Фридрих Келнер и Барбара Вилхелмине Файгле от Вюртемберг. Келнер завършва училище в Майнц и започва работа като чиновник в съда в същия град. Повишен е в съдебен инспектор през 1920, а остава на работа в съда до 1933.
Келнер се жени за Паулине Пройс (1888 – 1970) през 1913. Единственият им син, Карл Фридрих Вилхелм (впоследствие известен като Фред Уилям), се ражда в Майнц през 1916. Келнер е част от запаса на немската армия от 1908, а през Първата световна война е привикан на военна служба през 1914. Бие се в Белгия и Франция, включително в битката при Марна. Ранен е при Реймс и прекарва остатъка от войната във Франкфурт на Майн като част от тринадесети корпус на армията.
След войната Келнер става активен член на Германската социалдемократическа партия, като през 1920-те се бори срещу комунистическата и националсоциалистическата (нацистка) партии. За да придаде ефект на речите си, Келнер понякога държи над главата си книгата на Адолф Хитлер „Моята борба“ и се провиква „Гутенберг, твоята печатарска преса е осквернена от тази зла книга“. Членове на нацистки групировки като Щурмабтайлунг често опитват да предотвратят негови митинги.
Малко преди политическата чистка на Хитлер през януари 1933, Келнер се мести със семейството си в Лаубах в Хесе, където е назначен като администратор в общинския съд. През 1935 година той изпраща сина си в Съединените щати с цел той да не бъде привикан на служба в немската армия.
След Кристалната нощ през 1938 Келнер като съдебен служител неуспешно опитва да даде под съд местните водачи на Щурмабтайлунг и ръководители на антисемитското насилие в Лаубах. Вместо това срещу самия Келнер и съпругата му започва разследване за етнически произход, за да се провери дали нямат еврейски корени. Въпреки преследванията на властта, Келнер продължава да изказва гласно съпротивата си. През 1940 кметът на Лаубах и ръководител на местния клон на Националсоциалистическата партия заплашва Келнер с изпращане в концентрационен лагер, ако той не прекрати своето „лошо влияние“ над гражданите. Доклад на регионалния нацистки ръководител Херман Енгст показва, че намерението на властта е било да го накаже, когато бъдат събрани достатъчно доказателства.

## Дневникът
Фридрих Келнер започва своя дневник на 1 септември 1939, денят на немското нахлуване в Полша. Дава му името „Mein Widerstand“, преводимо като „Моята съпротива“. В своя дневник Келнер рядко пише конкретно за себе си и своето състояние, вместо това се съсредоточава върху политиката и пропагандата на нацистката власт и непровокираната агресия на Хитлер срещу други държави.
Една от най-важните исторически глави в дневника си Фридрих Келнер пише на 28 октомври 1941. Тази глава ясно показва, че дори в най-малките градове на Германия народът е запознат с геноцида срещу евреите:
| „ | Войник, който е тук на отдих, каза, че е бил свидетел на ужасни зверства в окупираната част на Полша. Той гледал как е било наредено на съблечени еврейски мъже и жени да застанат пред дълъг и дълбок ров. Там по нареждане на СС украинци ги разстрелвали в тила и те падали в рова. След това окопът бил запълнен с пръст, докато все още се чували писъци от все още живите в изкопа. Тези нечовешки жестокости били толкова ужасяващи, че дори някои от украинците, използвани за извършване на убийствата, се разпадали психически. Всички войници, които били запознати със зверските деяния на нацистките нищожества, били на мнение, че немците трябва да треперят от страх пред идващото възмездие. Няма наказание, което да е достатъчно за тези нацистки зверове. Разбира се, дойде ли възмездието, и невинните ще трябва да страдат наред с тях. Но понеже деветдесет и един процента от немското население е виновно, било то пряко или косвено, за сегашното положение, можем само да кажем, че тези, които се движат заедно, ще висят заедно на въжето. | “ |

Преди войната Фридрих Келнер не разбира защо лидерите на демократичните страни не възпират въоръжаването на Германия от диктатора Хитлер. През войнат той се чуди защо същите държави се бавят и все още не влизат в бой с немците в континентална Европа. На 25 юни 1941 той пише:
| „ | До този момент държавниците са се провалили в дълга си заради невероятна недалновидност. Събуди се, човечество! Нападай заедно с все сила унищожителите на мира! Без разсъждения, без резолюции, без речи, без „неутралност“. Напредни срещу врага на човечеството! | “ |

Към края на войната дневникът на Келнер вече възлизал на десет тетрадки или 861 страници, изписани със старонемски ръкописен шрифт (зютерлин). На страниците на дневника Келнер залепва и над 500 изрезки от вестник.

## След войната
След Втората световна война Келнер става заместник-кмет на Лаубах и се включва в прочистването на властимащите позиции от нацисти. Той възстановява Социалдемократическата партия в Лаубах и става неин регионален председател. Келнер служи като главен съдебен инспектор и администратор на съдя в Лаубах до 1948, когато става общински одитор в Гийсен. Там Келнер работи до пенсионирането си през 1950, а от 1956 до 1960 той отново е заместник кмет на Лаубах и пръв градски съветник.
През 1966 Келнер получава компенсация от Федерална република Германия за несправедливостите, извършени над него от нацистите. „Политическата съпротива на Келнер е разпозната от властта и срещу него са предприети мерки. Именно откритата опозиция на Келнер срещу нацисткия режим попречва той да бъде повишен и нарушава работата му.“
На 8 февруари 1970 жената на Келнер, Паулине, умира след 57 години брак. На 4 ноември същата година почива и Келнер. Двамата са погребани заедно на главното гробище в Майнц.

## Приемане на дневника
Фридрих Келнер вярва, че неговите наблюдения през войната биха могли да имат значение за намаляването на продължаващите враждебни действия по света. Той дава дневника си на американския си внук, доктор Робърт Скот Келнер, през 1968, за да бъде преведен и показан на широката публика.
Дневникът на Фридрих Келнер е най-значителен като инструмент срещу ревизионистите, които отричат Холокоста и другите злодеяния на нацисткия режим. Внукът на Фридрих Келнер се обръща към иранския президент Махмуд Ахмадинеджад, който смята Холокоста за мит, със съвета да прочете дневника.

### Изложения
Дневникът е показван пред публика на следните места и дати:
- април-май 2005: Президентска библиотека и музей „Джордж Буш“, Колидж Стейшън, Тексас
- септември 2005: Музей на родината в Лаубах, Германия. През 2007 там е организирана постоянна изложба на факсимилета от дневника и исторически снимки
- май-август 2006: Музей на Холокоста в Хюстън, Тексас
- октомври 2007: Синагога Стора в Стокхолм, Швеция
- 10 ноември 2010: Библиотека „Даг Хамаршелд“ при централата на ООН в Ню Йорк, САЩ
- декември 2009: Фондация „Фридрих Еберт“, Берлин, Германия